# Trident (böngészőmotor)
A Trident az Internet Explorer windowsos verziójában található böngészőmotor neve. Először az Internet Explorer 4-es verziójában jelent meg 1997 októberében, azóta ritka fejlesztésekkel működik ma is.

## Verziók
- Trident (IE4)
- Trident (IE5)
- Trident (IE5.5)
- Trident (IE6)
- Trident (IE7)
- Trident 4 (IE8)
- Trident 5 (IE9)
- Trident 6 (IE10)
- Trident 7 (IE11)

## Trident bázisú alkalmazások
- Internet Explorer 4.0 és utódai.
- Windows Explorer minden Windowsban a Windows 98 óta.
- Windows Help minden Windowsban a Windows 98 óta.
- és többféle Internet Explorer-stílus
- RealPlayer web nézőke.
- RealArcade
- MSN Explorer
- Netscape Navigator
- A Microsoft Outlook és Outlook Express HTML levelek és az „Outlook Today” rendereléséhez használja a Tridentet
- Microsoft Encarta és hasonló programok
- A Microsoft Windows Media Player a „Media Information” oldalak rendereléséhez használja a Tridentet
- A Valve Steam szoftvere a Tridentet alkalmazza a „Browse Games” és a „Update News” oldalak előállításához
- FeedReader
- TomeRaider